# تارا کریا-مک‌مالن
تارا کُریا-مک‌مالن (انگلیسی: Tara Correa-McMullen؛ ۲۴ مهٔ ۱۹۸۹ – ۲۱ اکتبر ۲۰۰۵) یک هنرپیشه اهل ایالات متحده آمریکا بود.
او در سال ۲۰۰۵ میلادی و در سن ۱۶ سالگی، در جلوی آپارتمانش به ضرب گلوله کشته شد.
از فیلم‌ها یا مجموعه‌های تلویزیونی که وی در آن‌ها نقش داشته است می‌توان به «ریباند» (۲۰۰۵) اشاره نمود.